# Strumaria truncata
Strumaria truncata là một loài thực vật có hoa trong họ Amaryllidaceae. Loài này được Jacq. miêu tả khoa học đầu tiên năm 1792.